# Miguel Pate
Miguel Pate (* 13. Juni 1979 in St. Francisville, Louisiana) ist ein ehemaliger US-amerikanischer Leichtathlet, der sich auf den Weitsprung spezialisiert hat. Zu seinen größten Erfolgen zählt der Sieg bei der Sommer-Universiade 2001 in Peking sowie der Gewinn der Bronzemedaille bei den Hallenweltmeisterschaften 2003 in Birmingham.

## Sportliche Laufbahn
Miguel Pate wuchs in Louisiana auf und absolvierte ein Studium an der University of Alabama. Erste internationale Erfahrungen sammelte er im Jahr 2000, als er bei den U25-NACAC-Meisterschaften in Monterrey mit einer Weite von 7,68 m die Goldmedaille gewann. Im Jahr darauf belegte er bei den Weltmeisterschaften in Edmonton mit 8,21 m im Finale den vierten Platz, ehe er bei der Sommer-Universiade in Peking mit 8,07 m die Goldmedaille gewann. 2002 wurde er NCAA-Hallenmeister im Weitsprung und im Jahr darauf gewann er bei den Hallenweltmeisterschaften in Birmingham mit 8,21 m die Bronzemedaille hinter seinem Landsmann Dwight Phillips und Yago Lamela aus Spanien. 2005 schied er bei den Weltmeisterschaften in Helsinki mit 7,70 m in der Qualifikationsrunde aus und wurde beim IAAF World Athletics Final in Monaco mit 8,30 m Zweiter hinter Landsmann Dwight Phillips. Im Jahr darauf belegte er beim World Athletics Final in Stuttgart mit 8,26 m den fünften Platz und 2007 gelangte er bei den Weltmeisterschaften in Osaka mit 7,94 m im Finale auf Rang zehn. Anschließend wurde er beim World Athletics Final in Stuttgart mit 7,71 m Achter. Im Jahr darauf nahm er an den Olympischen Sommerspielen in Peking teil und verpasste dort mit 7,34 m den Finaleinzug. Anschließend belegte er beim World Athletics Final mit 7,99 m den sechsten Platz. 2009 schied er bei den Weltmeisterschaften in Berlin mit 7,61 m in der Qualifikationsrunde aus und im Jahr darauf beendete er seine aktive sportliche Karriere im Alter von 31 Jahren.
2005 wurde Pate US-amerikanischer Meister im Weitsprung im Freien sowie 2002 und 2003 in der Halle.